# Saint-Étienne-Lardeyrol
Saint-Étienne-Lardeyrol è un comune francese di 705 abitanti situato nel dipartimento dell'Alta Loira della regione dell'Alvernia-Rodano-Alpi.

## Società

### Evoluzione demografica
Abitanti censiti